# Конфлан

Історичний район (кумарка) Кунфлен (темніший) і французький департамент Східні Піренеї

42°36′ пн. ш. 2°23′ сх. д. / 42.600° пн. ш. 2.383° сх. д.
Див. також Східні Піренеї
Конфла́н (кат. Conflent, фр. Конфла́н, Conflent)  — історичний район (кумарка) Каталонії, який зараз розташований у Франції. Переважно обіймає територію середньовічного Конфланського графства.
Найбільший муніципалітет району і його столиця — Прад (фр. Prades), або каталанською Пра́за або Пра́за да Кунфле́н (кат. Prada або Prada de Conflent).
Ця територія, як і інші 4 історичні райони (кумарки) Каталонії — Алта-Сарданья, Баляспі, Русільйон i Капсі, була анексована Францією після Війни Женців (1640—1652) за результатами Піренейського мирного договору 1659 року.
Гора Канігу розташована на території Кунфлену.

## Фото

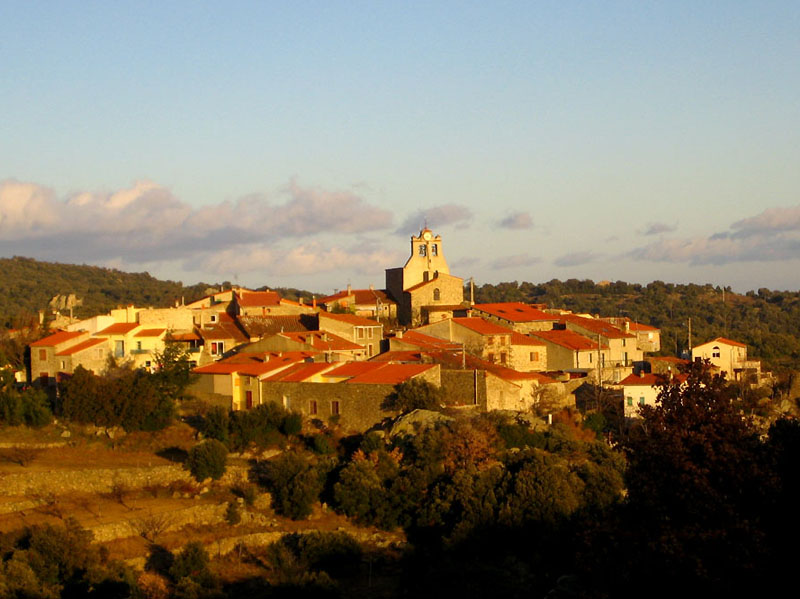
Місто Арбусоль (кат. Арбусолс)
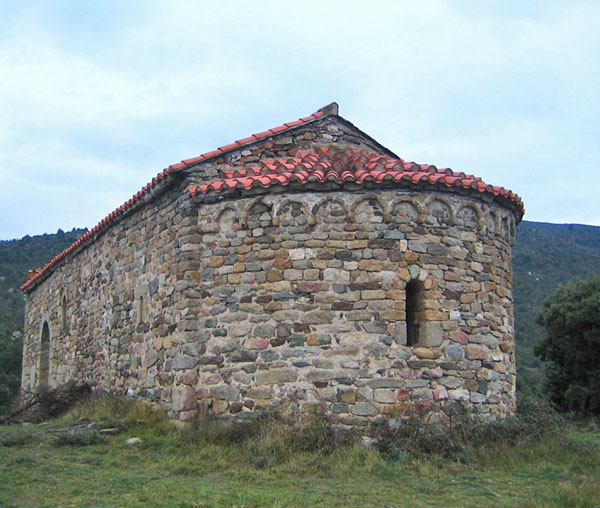
Пустинь Св. Аулалії у м. Арбусоль
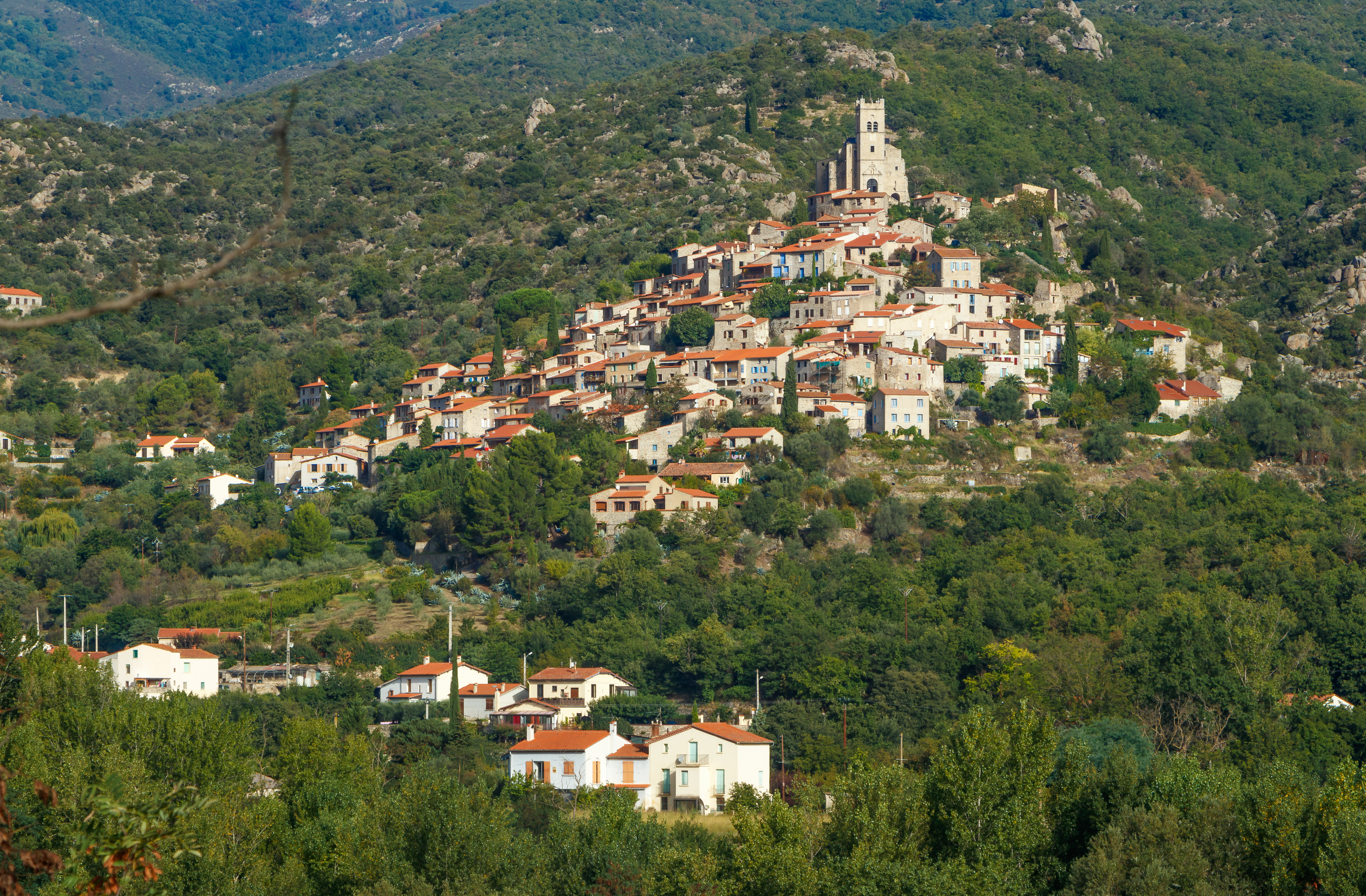
Місто Ес (кат. Аус)
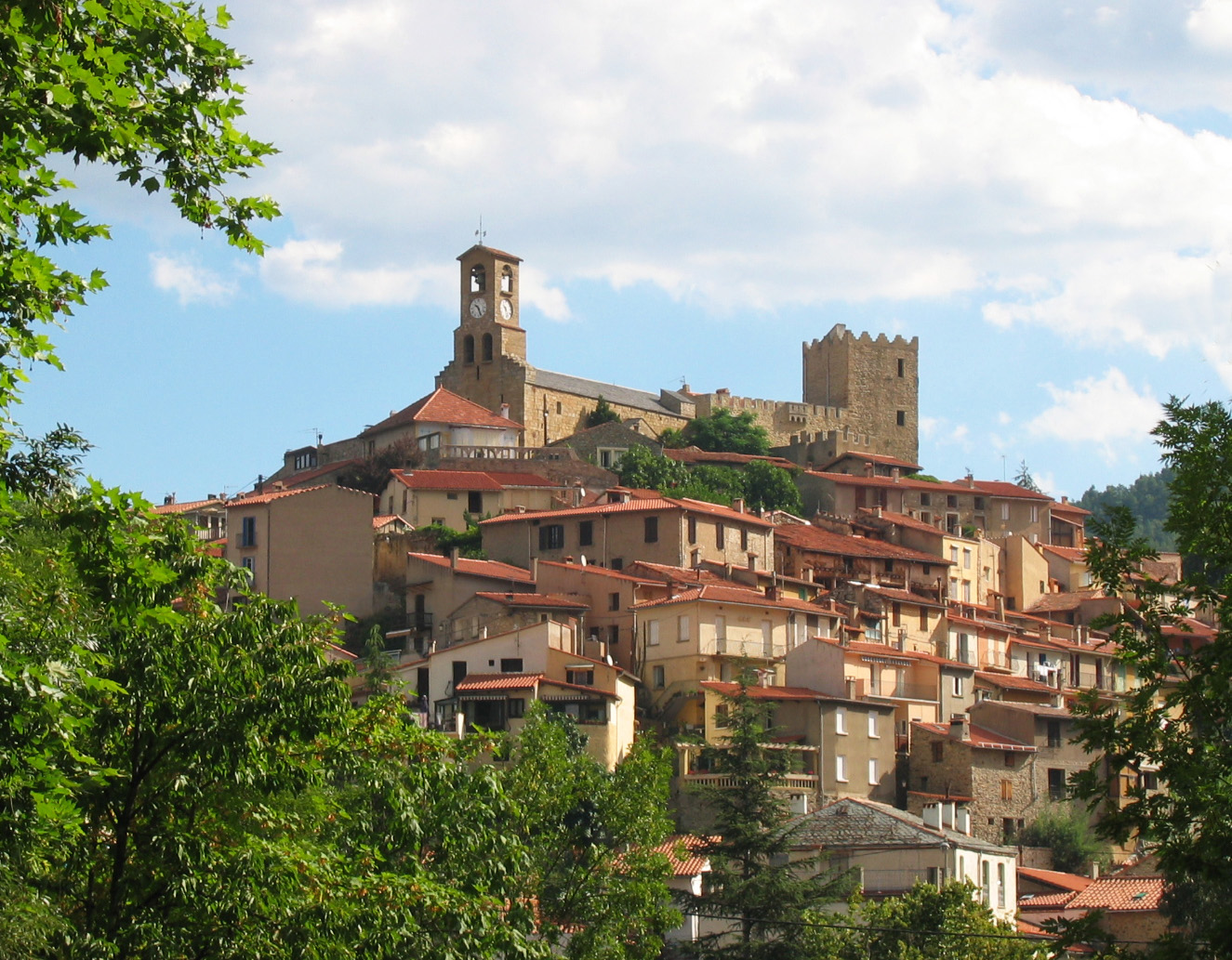
Місто Варне-ле-Бан (кат. Барнет)